# Орден Турецької Республіки
Орден Турецької Республіки — вища державна нагорода Туреччини.

## Історія
Орден є правонаступником державних нагород Османської імперії. Однак, оскільки в арабській традиції відсутнє поняття «лицарського ордена», а також хреста як нагороди, то нагороджені орденом називаються «Членами ордена Турецької Республіки».
Нагороду було започатковано указом № 2933 від 24 жовтня 1983 року. Він призначений для вручення главам іноземних держав.
2013 року була проведена орденська реформа, що змінила зовнішній вигляд ордена.

## Опис
Знак ордена є нагрудною шестипроменевою зіркою, що її формують срібні півмісяці, рогами назовні, з центру яких виходять по сім різних загострених промінчиків, групи яких почергово вкриті емаллю білого й червоного кольорів, а вінчає п'ятипроменева зірочка зворотного кольору емалі до кольору променів. Сформований півмісяцями шестикутний медальйон вкритий емаллю червоного кольору та несе на собі перевернутий рогами донизу півмісяць і п'ятипроменеву зірку білої емалі.
Зі зворотного боку знак має застібку для кріплення до одягу.
Знаки ордена включають його символи, в тому числі орденську планку, що є золотою планкою з орнаментальною каймою, вкритою червоною емаллю з півмісяцем рогами праворуч і п'ятипроменевою зіркою білої емалі в центрі.